# Gioia del Colle (Wein)
Die Bezeichnung Gioia del Colle steht für Weiß-, Rot- und Roséweine aus der süditalienischen Provinz Bari in der Region Apulien. Sie werden teilweise auch als Dessertweine („Dolce“) oder Likörweine („Liquoroso Dolce“) ausgebaut. Die Weine haben seit 1987 eine geschützte Herkunftsbezeichnung (Denominazione di origine controllata – DOC), deren letzte Aktualisierung am 7. März 2014 veröffentlicht wurde.

## Anbaugebiet
Der Anbau ist innerhalb der Provinz Bari gestattet in den Gemeinden Acquaviva delle Fonti, Adelfia, Casamassima, Cassano delle Murge, Castellana Grotte, Conversano, Gioia del Colle, Grumo Appula, Noci, Putignano, Rutigliano, Sammichele di Bari, Sannicandro di Bari, Santeramo in Colle und Turi sowie die Teile der gemeinde von Altamura, die nicht zur Produktionszone des Gravina-Weins gehören.

## Erzeugung
Unter der Bezeichnung Gioia del Colle DOC werden unterschiedliche Weine erzeugt und verkauft:
- Gioia del Colle Rosso und Gioia del Colle Rosato – müssen zu mindestens 50–60 % aus der Rebsorte Primitivo bestehen. Höchstens 30–50 % Montepulciano, Sangiovese, Negroamaro, Malvasia nera, dürfen, einzeln oder gemeinsam, zugesetzt werden, mit einem Höchstgehalt von 10 % Malvasia.
- Gioia del Colle bianco – muss zu mindestens 50–70 % aus der Rebsorte Trebbiano bestehen. Höchstens 30–50 % andere weiße Rebsorten, die in Produktionszone „Murgia centrale“ zugelassen sind, dürfen, einzeln oder gemeinsam, zugesetzt werden.
- Gioia del Colle Primitivo – muss zu 100 % aus der Rebsorte Primitivo bestehen.
- Gioia del Colle Aleatico – muss zu mindestens 85 % aus der Rebsorte Aleatico bestehen. Höchstens 15 % Negroamaro, Malvasia nera, Primitivo, dürfen, einzeln oder gemeinsam, zugesetzt werden.

## Beschreibung
Laut Denomination (Auszug):

### Gioia del Colle Rosso
- Farbe: rubinrot bis granarot
- Geruch: angenehm weinig mit charakteristischem Aroma
- Geschmack: trocken, harmonisch, leicht nach Tannin
- Alkoholgehalt: mindestens 11,5 Vol.-%
- Säuregehalt: mind. 4,5 g/l
- Trockenextrakt: mind. 22,0 g/l[1]

### Gioia del Colle bianco
- Farbe: weiß bis strohfarben
- Geruch: angenehm, mit fruchtigen Eigenschaften, mild
- Geschmack: trocken, frisch, harmonisch
- Alkoholgehalt: mindestens 10,5 Vol.-%
- Säuregehalt: mind. 5,0 g/l
- Trockenextrakt: mind. 16,0 g/l[1]